# Hemiceratoides vadoni
Hemiceratoides vadoni är en fjärilsart som beskrevs av Pierre E.L. Viette 1976. Hemiceratoides vadoni ingår i släktet Hemiceratoides och familjen nattflyn. Inga underarter finns listade i Catalogue of Life.